# Pilocrocis longidentalis
Pilocrocis longidentalis là một loài bướm đêm trong họ Crambidae.